# Сайтієв Адам Хамідович
Адам Хамідович Сайтієв (рос. Адам Хамидович Сайтиев; нар. 12 грудня 1977, Хасав'юрт, Дагестанська АРСР) — російський борець вільного стилю чеченського походження, дворазовий чемпіон світу, бронзовий призер та триразовий чемпіон Європи, чемпіон Олімпійських ігор. Заслужений майстер спорту Росії з вільної боротьби (2000).

## Родина
Молодший брат триразового олімпійського чемпіона та шестиразового чемпіона світу з вільної боротьби Бувайсара Сайтієва. На одному з турнірів Гран-прі «Іван Яригін» в Красноярську обидва брати боролись в одній ваговій категорії і обидва вийшли до фіналу, де за правилами мали боротися один проти одного. Але старший брат заявив, що чеченські традиції не допускають поєдинку братів на людях і що вони не збираються розважати публіку, подібно дресированим тваринам в цирку. Адам його підтримав і фінал довелося скасувати.

## Біографія
Народився в місті Хасав'юрт (Дагестанська АРСР). Боротьбою почав займатися з 1987 року. У 1996 році слідом за своїм братом Бувайсаром переїхав до Красноярська, де на той час були набагато кращі умови для тренувань. Тренувався у Віктора Алєксєєва. У 1997 виграв чемпіонат Росії у ваговій категорії до 69 кг і увійшов до збірної Росії. З тих пір ще тричі вигравав золоті нагороди російської першості (1999, 2000, 2002). З 2004 через погане самопочуття впродовж двох років бототьбою майже не займався. Повернувся у спорт 2006-го, але 2008-го через защемлену грижу шийних хребців, змушений був знову зробити перерву в кар'єрі, цього разу трирічну. Повернувся на килим 2011-го, але лише трохи не вистачило, щоб здобути путівку на Олімпіаду 2012 року в Лондоні.
Разом з братом Бувайсаром відкрив СДЮСШОР з вільної боротьби у Республіці Дагестан.

## Спортивні результати на міжнародних змаганнях

### Виступи на Олімпіадах
| Змагання                    | Збірна | Вагова категорія          | Місце  |
| --------------------------- | ------ | ------------------------- | ------ |
| Літні Олімпійські ігри 2000 | Росія  | вільна боротьба, до 85 кг | Золото |

На XXVII літніх Олімпійських іграх у Сіднеї, Адам Сайтієв показав унікальний результат: зумів дійти до фіналу, не віддавши суперникам жодного балу, а в поєдинку за золоту медаль єдиний з усіх фіналістів отримав чисту перемогу.

### Виступи на Чемпіонатах світу
| Змагання                        | Збірна | Вагова категорія          | Місце  |
| ------------------------------- | ------ | ------------------------- | ------ |
| Чемпіонат світу з боротьби 1997 | Росія  | вільна боротьба, до 69 кг | 6      |
| Чемпіонат світу з боротьби 1999 | Росія  | вільна боротьба, до 76 кг | Золото |
| Чемпіонат світу з боротьби 2002 | Росія  | вільна боротьба, до 84 кг | Золото |

### Виступи на Чемпіонатах Європи
| Змагання                         | Збірна | Вагова категорія          | Місце  |
| -------------------------------- | ------ | ------------------------- | ------ |
| Чемпіонат Європи з боротьби 1997 | Росія  | вільна боротьба, до 69 кг | 4      |
| Чемпіонат Європи з боротьби 1998 | Росія  | вільна боротьба, до 76 кг | Бронза |
| Чемпіонат Європи з боротьби 1999 | Росія  | вільна боротьба, до 76 кг | Золото |
| Чемпіонат Європи з боротьби 2000 | Росія  | вільна боротьба, до 85 кг | Золото |
| Чемпіонат Європи з боротьби 2006 | Росія  | вільна боротьба, до 84 кг | Золото |

### Виступи на Кубках світу
| Змагання                    | Збірна | Вагова категорія          | Місце |
| --------------------------- | ------ | ------------------------- | ----- |
| Кубок світу з боротьби 1998 | Росія  | вільна боротьба, до 76 кг | 4     |

### Виступи на інших змаганнях
| Змагання                                                    | Збірна | Вагова категорія          | Місце  |
| ----------------------------------------------------------- | ------ | ------------------------- | ------ |
| Ігри доброї волі 1998                                       | Росія  | вільна боротьба, до 76 кг | 5      |
| Золотий Гран-прі з боротьби 2012 (Красноярськ)              | Росія  | вільна боротьба, до 74 кг | Срібло |
| Олімпійський кваліфікаційний турнір з боротьби 2012 (Софія) | Росія  | вільна боротьба, до 74 кг | Золото |

### Виступи на змаганнях молодших вікових груп
| Змагання                                      | Збірна | Вагова категорія          | Місце  |
| --------------------------------------------- | ------ | ------------------------- | ------ |
| Чемпіонат світу з боротьби серед кадетів 1993 | Росія  | вільна боротьба, до 40 кг | Золото |

## Державні нагороди
- Орден Пошани (2001)
- Орден Дружби (2004).